# Mexická vlajka

Mexická vlajka
Poměr stran: 4:7

Rubová strana mexické vlajky

Vlajka Mexika je zeleno-bílo-červená trikolóra se svislými pruhy. List vlajky má poměr stran 4:7. Uprostřed bílého pruhu je státní znak naposledy změněný roku 1968.
Znak je tvořen hnědým orlem stojícím na zeleném nopálovém kaktusu, vyrůstajícím ze světle hnědé skály v modrých jezerních vodách. Orel zobrazený z profilu a v bojovém postavení hledí heraldicky doprava. V zobáku a pravém pařátu drží zeleného hada. Pod znakem jsou do půlkruhu prohnuté ratolesti dubu a vavřínu, svázané zeleno-bílo-červenou stužkou v národních barvách. Na rubové straně vlajky je znak převrácen tak, aby orlí hlava směřovala také k žerdi.
Znak ilustruje starou aztéckou legendu, podle které měli (na příkaz boha slunce Huitzilopochtla) postavit svůj domov na ostrově u jezera, kde uvidí tuto scénu: v těchto místech u jezera Texcoco byl roku 1325 založený Tenochtitlán, dnešní hlavní město Mexiko.
Zelená barva vlajky představuje nezávislost, bílá čistotu náboženství, červená nezávislost a jednotu spojení španělské, indiánské i míšenecké krve.

Rozměry mexické vlajky
Vlajka mexického prezidenta Poměr stran: 4:7
Vlajka mexického prezidenta na moři Poměr stran: 4:7
Mexická lodní vlajka (Naval Jack) Poměr stran: 1:1
Alternativní varianta a De facto verze mexické vlajky se zlatým a stříbrným znakem Poměr stran: 4:7
Alternativní varianta a De facto verze mexické vlajky se zlatým znakem Poměr stran: 4:7

## Historie
Území dnešního Mexika bylo v předkolumbovské éře obýváno mnoha indiánskými kulturami a existovaly zde vyspělé říše. Byly to kromě jiného Zapotékové, Toltékové, Mayové (Mayská civilizace) nebo Aztékové. Přibližně v roce 1325 založili Aztékové na území dnešního hlavního města Ciudad de México své hlavní město Tenochtitlán. Roku 1428 vznikla po vítězné válce proti městskému státu Azcapotzalco konfederace tří městských států: Tenochtitlánu, Texcoca a Tlacopánu a Aztécká říše se stala dominantní silou Střední Ameriky. Roku 1517 přišli na toto území Španělé a pod vedením Hernána Cortése toto impérium v letech 1519–1521 zcela vyvrátili. V roce 1535 na dobytém území vyhlásili Místokrálovství Nové Španělsko, které v průběhu 16.–17. století rozšířili na celé Mexiko a přilehlé oblasti. Prvními státními (z dnešního pohledu) vlajkami byly na území dnešního Mexika od roku 1785 vlajky Španělské.
Ve druhé polovině 18. století vzrůstalo v zemi hnutí za nezávislost. 16. září 1810 vyzval Miguel Hidalgo y Costilla, farář z Atotonilco El Grande, k povstání proti španělské nadvládě. Protože neměl jiný, použil prapor určený k procesí s motivem Panny Marie Guadalupské. Povstalci pod tímto praporem bojovali asi do března 1811, kdy byl Hidalgo zajat a později popraven.
6. listopadu 1813 přijal národní kongres Deklaraci o suverenitě a nezávislosti a 3. července 1815 byla přijata vlajka Mexické Ameriky, tvořená modro-bílou šachovnicí s červeným lemem o poměru stran 1:2. V bílém obdélníku uprostřed vlajky byl umístěn nový státní znak. Zobrazená vlajka postrádá oproti zdroji bílý obdélník a znak je v bílém kruhu, poměr stran není 1:2 ale 3:5. Vlajka byla užívána některými vzbouřenci, je proto nazývána Bandera de los Insurgentes (česky Vlajka vzbouřenců).
Po jednání španělského generála Agustína de Iturbide s vůdcem protišpanělského odboje Vicentem Guerrerem v Iguale dne 24. února 1921 nechal Iturbide vyrobit pro svou armádu prapory, rozdělené širokým šikmým zeleným pruhem (tedy z horního rohu do dolního cípu) rozdělující vlajku na tři části. Horní (vlající) část byla v červené barvě, dolní (žerďová) v barvě bílé. V dolním rohu byla umístěna zelená šesticípá hvězda, v horním rohu červená a v horním cípu bílá šesticípá hvězda. Uprostřed vlajky byla v zeleném pruhu královská koruna, kolem ní do kruhu černý nápis UNYON RELYGION YNDEPENDENCIA. Podle legendy se inspirací pro barvy stal voják, který mačetou rozpůlil meloun.

Španělská vlajka Mexika (1785–1821) Poměr stran: 2:3
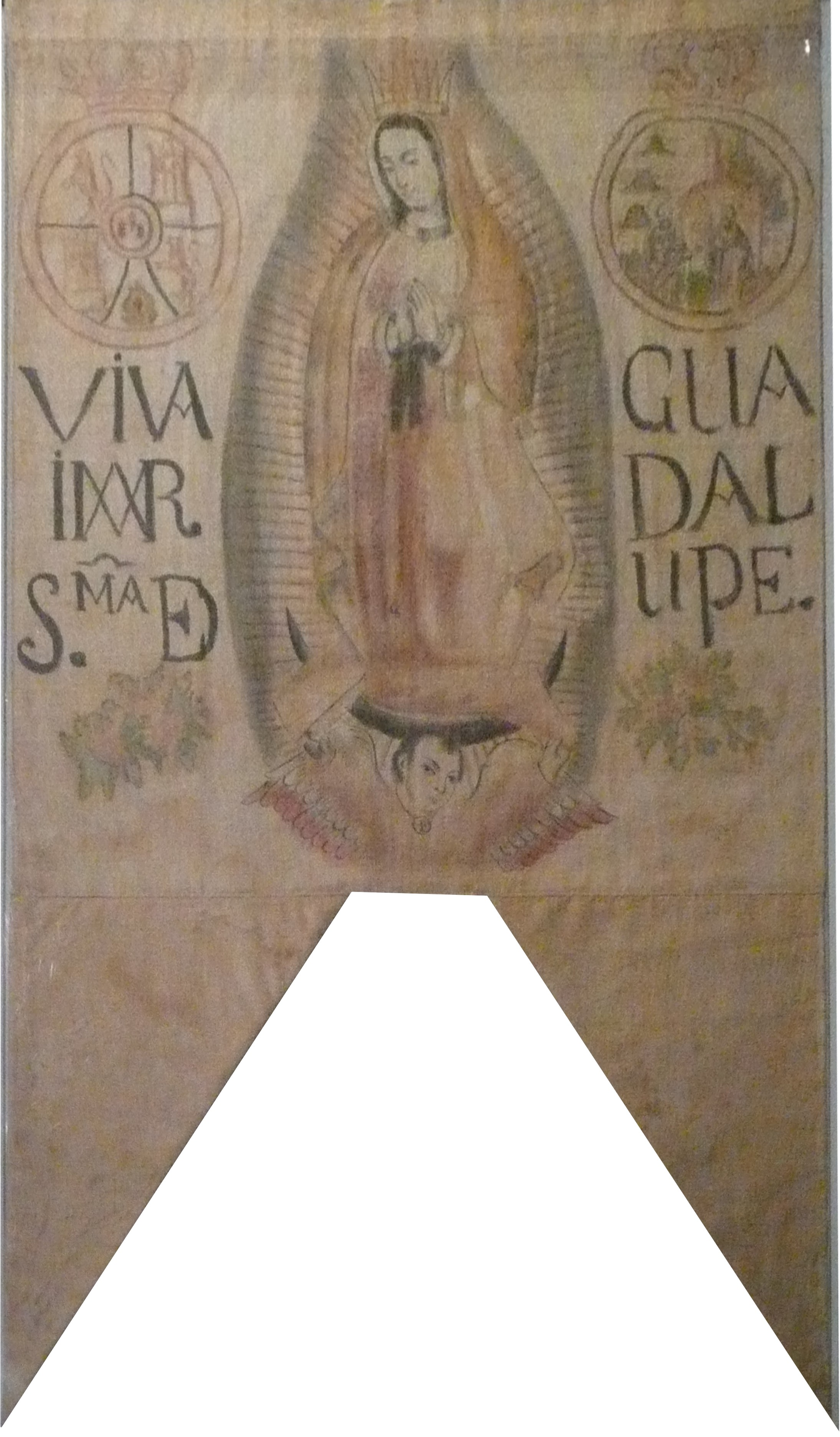
Prapor Miguela Hidalgo y Costilla (1810–1811)
Vlajka Mexické Ameriky (po roce 1815), (rozdílná oproti zdroji) Poměr stran: 3:5
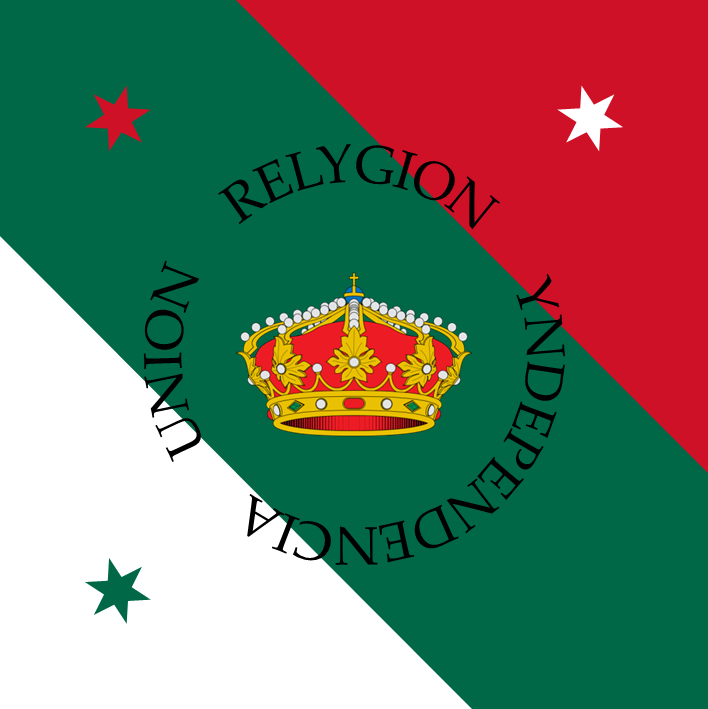
Prapor generála Agustína de Iturbide (1921) Poměr stran: 1:1

28. září 1821 byla vyhlášena nezávislost Místokrálovství Nové Španělsko pod názvem Mexické císařství. 2. listopadu přijala provizorní Nejvyšší junta dekret s popisem první statní vlajky o poměru stran přibližně 4:7. Tu tvořila trikolóra s třemi svislými pruhy: zeleným, bílým a červeným. Uprostřed vlajky byl v bílém pruhu hnědý, korunovaný orel. 7. ledna 1822 byla tato vlajka potvrzena dalším dekretem. Podle jiných zdrojů seděl orel na nopálovém kaktusu, vyrůstajícím ze skály v jezeře (tedy s celým štítem ze státního znaku). 18. května 1822 se Iturbide prohlásil prvním mexickým císařem (pod jménem Augustín I.) a k zemi připojil  celou Střední Ameriku. Vlajka i poté zůstala nezměněna.
29. března 1823 byl císař svržen a po krátké emigraci v Evropě v roce 1824 popraven. 14. dubna 1823 byl název státu změněn na Mexiko a mexická vlajka byla mírně upravena (stále však s poměrem stran přibližně 4:7): z orlí hlavy byla odstraněna koruna, orel držel v zobáku hada, v dolní části emblému byly nově zkřížené ratolesti dubu a vavřínu převázané červenou stuhou. 4. října 1824 se z Mexika stala federativní republika, ale vlajka zůstala zachována i po několika změnách názvu státu:
- Spojené státy mexické (4.10.1824 – 1.1.1837)
- Mexická republika (1.1.1837 – 22.8.1846)
- Spojené státy mexické (22.8.1846 – 20.4.1853)
- Mexická republika (20.4.1853 – 16.9.1857)
- Spojené státy mexické (16.9.1857 – 21.4.1862)
- Mexiko (21.4.1862 – 10.4.1864)

Po občanské válce bylo obnoveno tzv. Druhé Mexické císařství s císařem Maxmiliánem Habsburským. 18. června 1864 byla zavedena nová vlajka o poměru stran 1:2. Tu tvořila znovu trikolóra s třemi svislými pruhy: zeleným, bílým a červeným. Uprostřed, v bílém pruhu, byl nový státní znak. Vlajka byla oficiálně potvrzena dekretem ze dne 1. listopadu 1865. V rozích listu se nacházeli malí, korunovaní orli s hadem v zobáku, sedící na kaktusu (vše ze státního znaku a ve žluté barvě). Orli leželi na pomyslných úhlopříčkách s korunovanou hlavou směrem ke znaku (orli v dolní části vlajky) a od znaku (orli v horní části).
15. května 1867 byl císař Maxmilián svržen a 19. června popraven. Republika se vrátila k názvu Spojené státy mexické a zároveň došlo k obnovení symbolů z let 1823–1864.
30. prosince 1880 byly mexické státní symboly nahrazeny novými, jejichž autorem byl z pověření prezidenta Porfiria Díaze malíř Tomás de la Peña. Vlajka o poměru stran 2:3, se stejnou trikolórou jako na předchozí vlajce, měla uprostřed nový, upravený státní znak. Orel měl méně roztažená křídla, ratolesti dubu a vavřínu si vyměnily pozice a převázány byly bílou stuhou.
1. ledna 1899 došlo k další drobné úpravě znaku a tím i vlajky. Znak vytvořil sochař Juan de Dios Fernández, vlajka měla poměr stran 2:3. Orel měl plnější tvary, měl světlejší (hnědou) barvu, ratolesti byly zmenšeny a ohraničovaly modré vody jezera.

Vlajka Prvního Mexického císařství (1821–1823) Poměr stran: ~4:7
Mexická vlajka (1823–1864, 1867–1880) Poměr stran: ~4:7
Vlajka Druhého Mexického císařství (1864–1867) Poměr stran: 1:2
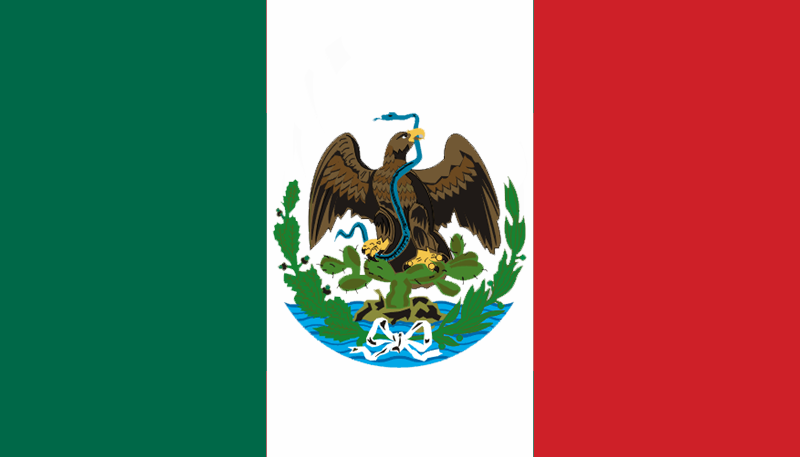
Mexická vlajka (1880–1899) Poměr stran: 2:3 (zobrazen 4:7)
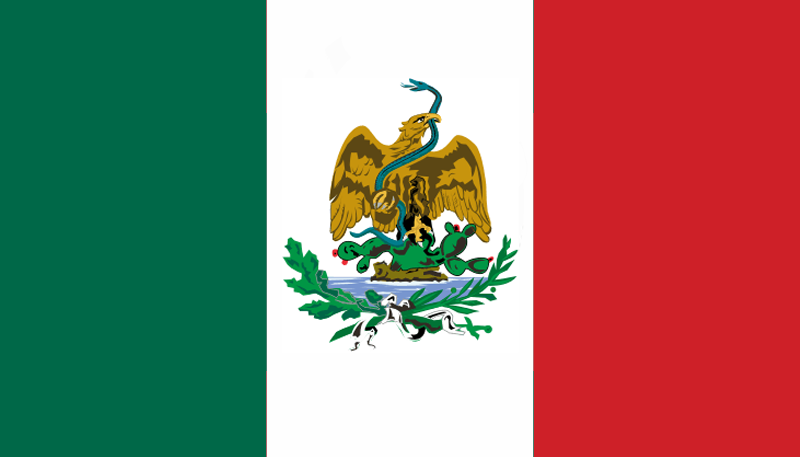
Mexická vlajka (1899–1917) Poměr stran: 2:3 (zobrazen 4:7)

1. října 1916 byl opět změněn státní znak a tím i vlajka. Autorem výtvarné stylizace znaku byl malíř mexického Národního muzea pro archeologii, historii a etnografii Antonio Goméz R. Orel na znaku, a tím i na vlajce byl zobrazen z profilu, se skloněnou hlavou a heraldicky hledící doprava. Pod orlem jsou umístěny do půlkruhu prohnuté dubové a vavřínové ratolesti svázané na vlajce bílou stuhou. Nopálový kaktus měl osm výhonků s červenými květy. Poprvé byla vlajka vyvěšena až 15. září 1917.
5. února 1934 byly (opět) změněny státní znak a vlajka. Výtvarný návrh navrhl Jorge Enciso. Ratolesti (dubové a vavřínové) byly uzavřeny do kruhu a svázány byly zeleno-bílo-červenou stuhou. Výhonky kaktusu jsou zredukovány na počet rovný pěti. Poměr stran byl 2:3, 1. listopadu 1965 byl oficiálně stanoven na 1:2.
Zobrazené vlajky z commons se podstatně liší od vlajek z uvedeného zdroje.

Mexická vlajka (1917–1934) Poměr stran: 4:7 (ve zdroji uveden 2:3)
Mexická vlajka (1934–1968) Poměr stran: 4:7 (ve zdroji uveden 2:3 a 1:2)

17. srpna 1968 byly naposledy změněny státní symboly, nabyl účinnosti nový zákon, který stanovil poměr stran vlakového listu na 4:7. Zákon byl doplněn dalšími zákony (8. února 1984, 9. května 1995 a 7. prosince 2005).

## Den vlajky
Již od roku 1937 se každoročně slaví 24. února Den vlajky, kterým se připomínají události z roku 1821.

## Vlajky mexických států

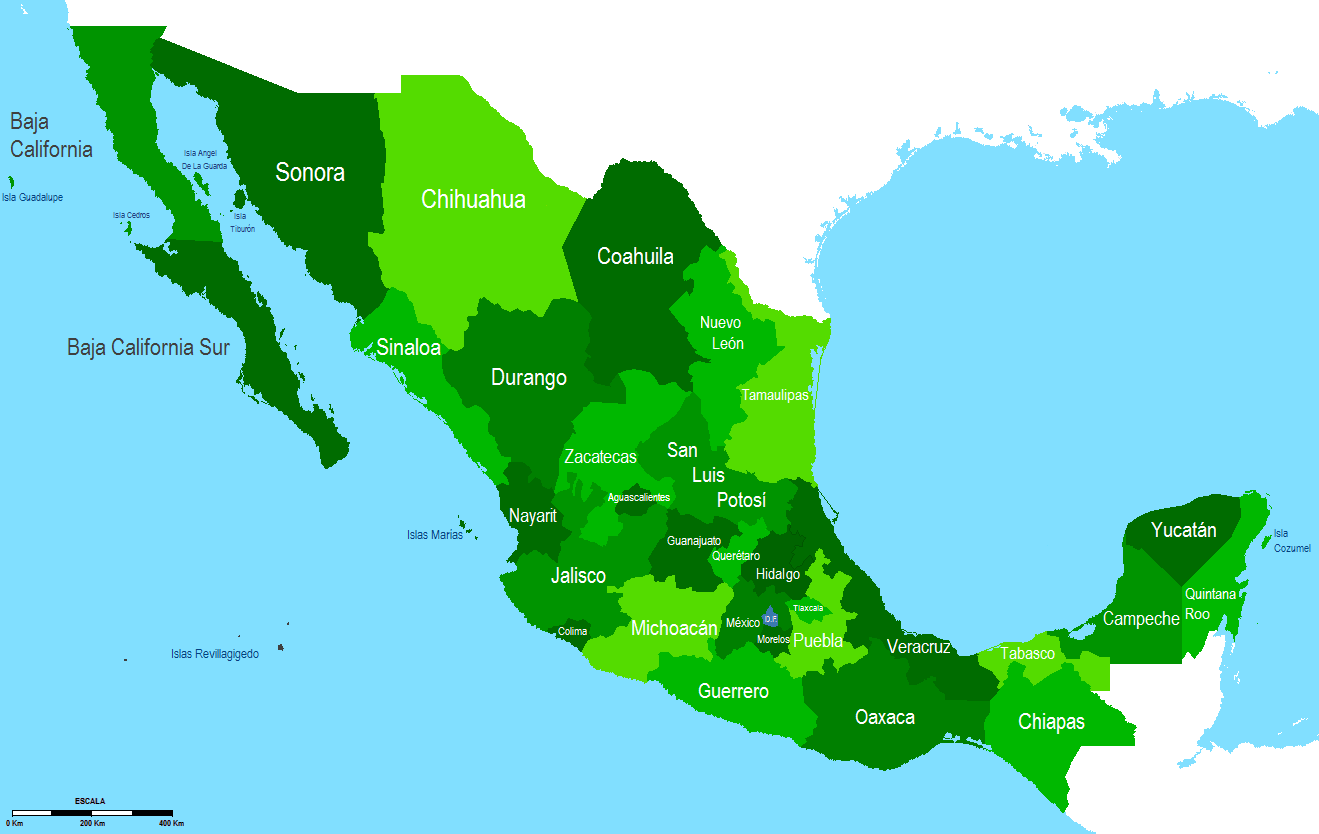
Mexické státy

Mexiko je federativní stát, který se skládá z 31 států a 1 hlavního města (Ciudad de México).

Federální district Ciudad de México Poměr stran: 4:7
Aguascalientes Poměr stran: 4:7
Baja California Poměr stran: 4:7
Baja California Sur Poměr stran: 4:7
Campeche Poměr stran: 4:7
Coahuila Poměr stran: 4:7
Colima Poměr stran: 4:7
Durango Poměr stran: 4:7
Guanajuato Poměr stran: 4:7
Guerrero Poměr stran: 4:7
Hidalgo Poměr stran: 4:7
Chiapas Poměr stran: 4:7
Chihuahua Poměr stran: 4:7
Jalisco Poměr stran: 4:7
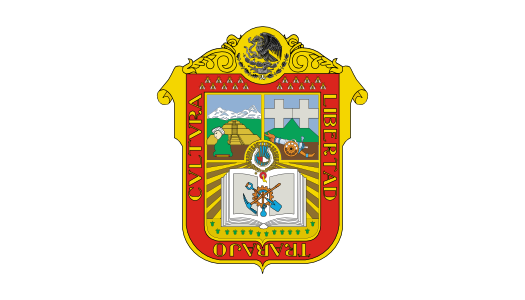
Stát México Poměr stran: 4:7
Michoacán Poměr stran: 4:7
Morelos Poměr stran: 4:7
Nayarit Poměr stran: 4:7
Nuevo León Poměr stran: 4:7
Oaxaca Poměr stran: 4:7
Puebla Poměr stran: 4:7
Querétaro Poměr stran: 4:7
Quintana Roo Poměr stran: 4:7
San Luis Potosí Poměr stran: 4:7
Sinaloa Poměr stran: 4:7
Sonora Poměr stran: 4:7
Tabasco Poměr stran: 4:7
Tamaulipas Poměr stran: 4:7
Tlaxcala Poměr stran: 4:7
Veracruz Poměr stran: 4:7
Yucatán Poměr stran: 4:7
Zacatecas Poměr stran: 4:7